# OVERWHELMING
『OVERWHELMING』（オーバーウェルミング）は、日本のシンガーソングライターであるマキアダチのファーストミニアルバム。プロデューサーはt-kimura。サウンドプロデューサーは鈴木Daichi秀行。ミキシング・エンジニアは渡辺省二郎。マスタリング・エンジニアはRandy Merrill（スターリング・サウンド / Sterling Sound NYC）。サポートミュージシャンとして竹内厚志（Guitar)、U（Drums）、なかむらしょーこ（E.Bass)。レコーディング・スタジオはStudioCubic。ミキシング・スタジオは音響ハウス・studio GREENBIRD。サウンドプロダクションはフォーサイドメディア。

## 収録曲
| 全作詞・作曲: マキアダチ。 |                      |            |            |            |      |
| #                          | タイトル             | 作詞       | 作曲・編曲 | 編曲       | 時間 |
| 1.                         | 「ロンリーダンサー」 | マキアダチ | マキアダチ | マキアダチ | 4:40 |
| 2.                         | 「いつかの鳥たち」   | マキアダチ | マキアダチ | マキアダチ | 3:38 |
| 3.                         | 「Hurry Up!」        | マキアダチ | マキアダチ | マキアダチ | 3:37 |
| 4.                         | 「アンサンブル」     | マキアダチ | マキアダチ | マキアダチ | 4:35 |